# Resolució 2371 del Consell de Seguretat de les Nacions Unides
La Resolució 2371 del Consell de Seguretat de les Nacions Unides fou adoptada per unanimitat el 5 d'agost de 2017 en resposta a la prova de míssils de juliol de 2017 de Corea del Nord.
La resolució va reforçar les sancions econòmiques per sisena vegada, ja que van ser imposades per primera vegada el 2006, quan Corea del Nord va fer la seva primera prova nuclear de Corea del Nord (2006).
Les noves restriccions prohibeixen la compra de carbó, ferro, plom i marisc nord-coreà (principals exportacions del país). Segons algunes estimacions, això privarà el règim de mil milions de dòlars l'any, un terç dels seus guanys estrangers. Les sancions també prohibeixen als governs de tot el món d'admetre a altres treballadors nord-coreans, ja que el règim s'embutxaca la major part dels seus salaris.

## Antecedents
Abans d'adoptar aquesta resolució, Corea del Nord havia realitzat 14 proves de míssils el 2017, avançant les seves capacitats per a obtenir un caps nuclears. Les proves de juliol de 2017 eren de  míssils balístics intercontinentals. Per primera vegada, van demostrar la capacitat de la Corea del Nord d'enviar caps nuclears fins i tot fins a part dels Estats Units continental.
Els continus esforços realitzats per Corea del Nord per avançar l'amfitrió de tecnologies per permetre'ls llançar una vaga nuclear, van portar a l'ONU a imposar per sisena vegada l'enduriment de les sancions econòmiques contra el país des que es van imposar per primera vegada el 2006.

## Sancions
La resolució imposa diverses prohibicions sectorials completes sobre les exportacions que Corea del Nord utilitzava per finançar els seus programes de míssils nuclears i balístics, a saber:
- La prohibició de la seva major exportació, carbó, que representava una pèrdua a Corea del Nord de més de $ 401 milions en ingressos per any;[9]
- La prohibició de les exportacions de ferro i mineral de ferro, per valor d'aproximadament $ 250 milions per any;[9]
- La prohibició de les exportacions de productes del mar, per valor d'aproximadament $ 300 milions en ingressos cada any; i[9]
- La prohibició de les exportacions de plom i de mineral de plom, per valor d'aproximadament $ 110 milions per any;[9]

Les sancions també restringeixen l'accés de Corea del Nord al sistema financer internacional, ampliant les sancions financeres prèvies per a incloure una congelació d'actius estrangers del Banc de Comerç Exterior.
També prohibeix que els països acceptin nous treballadors de Corea del Nord.

## Anàlisi
Segons algunes estimacions, el nou enduriment de les sancions privarà el règim de mil milions de dòlars l'any, un terç dels seus guanys exteriors.
Segons les fonts entrevistades per The Economist, el règim s'ha mostrat hàbil a esquivar les restriccions, utilitzant fons il·lícits a la Xina per finançar associacions empresarials. Les comissions més altes que s'ofereixen per a aquestes transaccions de risc només atrauen els intermediaris més capaços. L'execució ha estat irregular: dels 193 membres de l'ONU, només 77 han informat sobre la seva implementació de la ronda prèvia de sancions, adoptada el novembre de 2016.
A més, la Xina, que representa més del 90% del comerç de Corea del Nord, ha promès aplicar les noves restriccions "totalment i estrictament". No obstant això, no inclouen la mesura que es pensava que podria causar al règim una dificultat real: una restricció a les importacions del petroli de Corea del Nord.